# Cyrtopsis fumosa
Cyrtopsis fumosa är en svampart som beskrevs av Vain. 1921. Cyrtopsis fumosa ingår i släktet Cyrtopsis, klassen Dothideomycetes, divisionen sporsäcksvampar och riket svampar.   Inga underarter finns listade i Catalogue of Life.